# Mrčna sela
Mrčna sela so naselje v Občini Krško.